# Lithobius svenhedini
Lithobius svenhedini är en mångfotingart som beskrevs av Verhoeff K.W. 1933. Lithobius svenhedini ingår i släktet Lithobius och familjen stenkrypare. Inga underarter finns listade i Catalogue of Life.